# Galahad
Galahad er en fiktiv sagnfigur, der var ridder ved kong Arthurs hof. Han er en sen tilføjelse til Arthur-cyklussen, idet han først dukker op i Jagten på gralen fra 1200-tallet.
Galahad beskrives som en from, kristen idealridder, der finder den hellige gral sammen med de to andre riddere Bors og Parsifal. Sammen udgør de "de tre gralsriddere".

## Navnet
Hans navn kan være et påfund af forfatteren af Jagten på gralen,  og baseret på den palæstinske egn Gilead, der er omtalt i Det gamle testamente; eller det kan være inspireret af Gwalhafed, en person i det walisiske sagn Culhwch ac Olwen. 

## Baggrund
Galahad er uægte søn af Lancelot du Lake og Elaine af Corbenic (i de forskellige kilder også kendt som Helaine, Amite, Heliaebel, Perevida eller Helizabel), undfanget, da Lancelot blev narret til at have samleje med Elaine i den tro, at hun var Guinevere. Hensigten var at frembringe en søn, der nedstammede fra kong Davids hus ligesom Jesus, og fra gralskongerne. Jagten på gralen beretter, at den første fiskerkonge, Alain, havde bragt gralen (som her fremstilles som den tallerken, Jesus brugte, da han spiste af påskelammet) fra saracenernes mytiske land i øst, Sarras, til Corbenic-slottet, hvorved han grundlagde en familie af kongelige gralsvogtere, der kulminerede i Elaines far, kong Pelles af Corbenic. For at helbrede sin bror, den sårede konge, og bringe velstand tilbage til sit land, udtænker kong Pelles en forbindelse mellem Elaine og Lancelot, som er en efterkommer af Jesus. 
Lancelot slår Galahad til ridder lige før Galahad tager til Camelot og dér overtager sin fars plads i "det farlige sæde" (siege perilous) ved det runde bord. Kun en fuldkommen ridder kunne overleve at sidde i "det farlige sæde". I tydelig modsætning til sin far er Galahad ren i sjæl og krop og forbliver hele sit liv jomfru i forventning om at finde gralen.

## Jagten på gralen
Galahad bærer et hvidt skjold med et rødt kors malet med blod netop fra gralen. Hans åndelige partner – Parsifals søster, der er nonne – bevæbner ham med Davids sværd til færden. Hun fører de tre gralsriddere til Corbenic-slottet, hvor de finder gralen, og hvor Galahad helbreder den sårede konge ved gralens hjælp, og bringe liv til hans ødemark (wasteland).  De sejler til Sarras, dvs. det hellige land, med gralen. Her krones Galahad til konge, men hans eneste ønske er at afsløre treenighedens mysterium, som gralen er i besiddelse af. Da han drikker af bægeret og kigger dybt i det, rystes hans sjæl af ren Sandhed og forløses fra kroppen for at ledsage gralen ind i himlen.  Parsifal bliver eremit, og af de tre vender kun Bors tilbage til Camelot.

## Galahad i kunsten
Galahad forblev gralsridderen i Thomas Malorys Morte d'Arthur og i Tennysons Idylls of the King. Et kortere digt af Tennyson, Sir Galahad, fremstiller ham som den fuldkomne ridder, hvis "styrke var ti mænds styrke" fordi hans "hjerte er rent".  Victoria-tidens dyder fik overmenneskelig skikkelse hos Galahad. I Edmund Spensers skuespil The Faerie Queene er "den røde ridder" delvis bygget over Galahad-skikkelsen hos Malory. 